# District de Nellore
Pour les articles homonymes, voir Nellore.

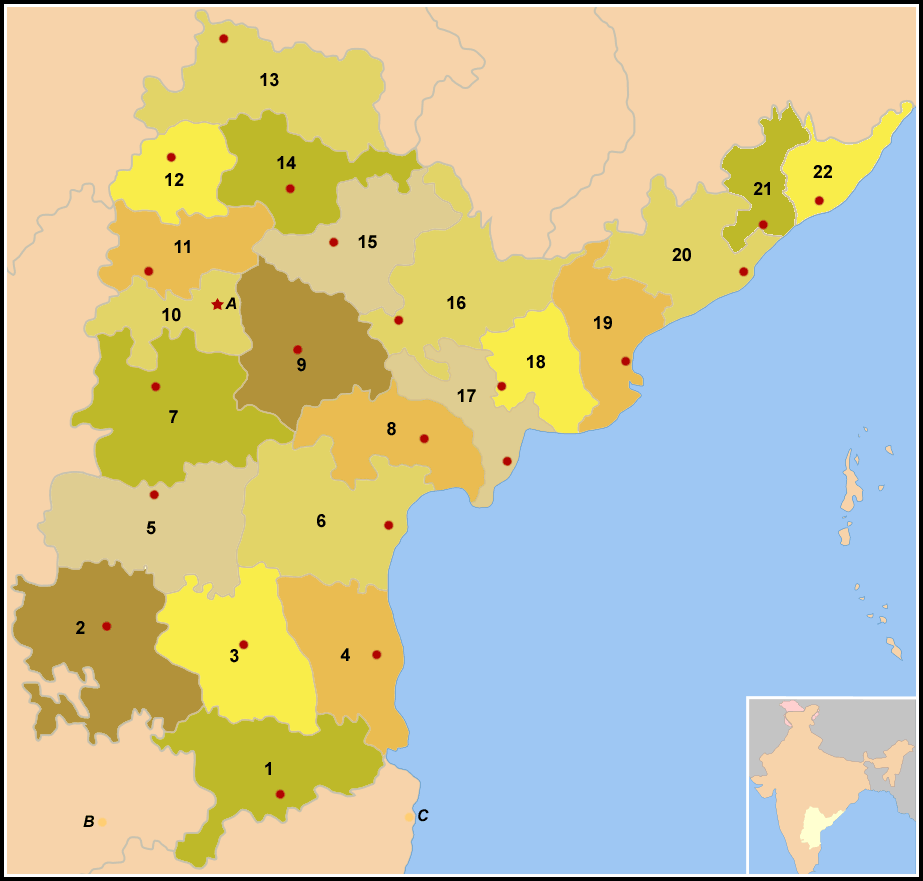
Carte des districts de l’Andhra-Pradesh ; le district de Nellore porte le no 4.

Le district de Nellore  (en télougou : శ్రీ పొట్టి శ్రీరాములు నెల్లూరు జిల్లా) est l'un des 23 districts de l'État indien d'Andhra Pradesh. Nellore est réputée pour ses rizières (d'où son surnom de " Nelli ").

## Géographie
Au recensement de 2011, sa population était de 2 963 557 habitants pour une superficie de 11 161 km2.
En 2011, la population du district est urbaine à 22,45 %.
Le centre administratif se trouve à Nellore.
Les grandes villes du district sont Kavali, Gudur, Venkatagiri, Sullurpeta, Atmakur, Naidupet et Kovur. Le district est baigné par le Golfe du Bengale à l'est. Les districts voisins sont le district de Chittoor et l’État du Tamil Nadu au sud, le district de Kadapa à l’ouest, et de Prakasam au nord.
Depuis juin 2008, le gouvernement d'Andhra Pradesh a rebaptisé officiellement le district District Potti Sri Ramulu de Nellore en hommage à un héros local de l'indépendance indienne.

## Histoire
La région de Nellore a joué un rôle important dans la genèse de l'identité télougou, en tant que langue et nation.

### Des envahisseurs Mauryas aux premiers Tcholas et au règne des Pallavas
L’Empire Maurya finit par soumettre une bonne partie de l'Andhra Pradesh (dont Nellore), et fut à son tour conquis par l’empereur Açoka au IIIe siècle av. J.-C. Les grottes des environs de Nellore comportent des inscriptions dans l’écriture brahmi utilisée par Açoka. Puis du Ier au IVe siècle, la région fut gouvernée par les premiers rois Tcholas, une importante dynastie du sud de la péninsule. Les plus anciennes inscriptions tchola, datées de l'an 1096, ont été retrouvées à Djoummalourou. Le district faisait alors partie du royaume de Karikala, resté célèbre pour ses merveilles technologiques (le barrage du grand Anicot).
L'empire Tchola finit par s'étioler au IVe siècle : les monarques Tcholas furent renversés par le prince pallava Simha Vishnou, et la région devait demeurer sous contrôle des Pallava jusqu'au VIe siècle. Vers l'an 600, les princes Pallava refluèrent vers le sud de leur royaume, combattant sporadiquement pour maintenir leur influence au-delà. Il subsiste de cette époque quelques temples dans le village d’Oudayagiri, et le traité de Guntur-Nellore comporte des inscriptions sur le royaume Pallava. Les grottes aménagées sur quatre niveaux à Vundavalli, et le temple rupestre de Bhairavkonda, aménagé sur huit niveaux, rappelle l'architecture Pallava de la période Mahendravarma.

### Les rois Tchola
Au IXe siècle, l'empire Tchola retrouva sa splendeur passée, et ce renouveau de la dynastie Tchola coïncide avec l’apogée de Nellore. Tikkana Somayajulu, célèbre poète Télougou qui traduisit le Mahâbhârata et devint ministre, a rapporté la geste de cette dynastie dans une biographie intitulée Nirvachanottara Ramayanamu. Une branche des Tcholas du Télougou, vassaux des Chalukyas de Kalyani, les nommèrent seigneurs de Pakanadu en reconnaissance de leur aide dans le conflit qui avait opposé les Tcholas aux Chalukyas. Ils régnèrent ainsi sur les districts de Nellore, Kadapa, Chittur et Chengalput avec pour capitale Vikramasimhapuri.
Tikka (1223–1248) battit militairement sur les Hoysala et les Pandyas : il s’empara de la région de Tondaimandalam et prit le titre de « Cholasthapanacharya » (litt. Tchola-qui préserve-l’autorité). Son fils et  successeur, Manoumasiddhi II (1248–1263), dut repousser de multiples assauts des Chalukyas et des Pandyas voisins, jusqu'à ce qu'en 1260, un conflit territorial l'oppose à Katamaradjou, seigneur d'Erragaddapadou dans la région de Kanigiri. Il s'ensuivit une sanglante bataille à Pantchalingala, près de Mouttoukourou, le long du ruisseau de Penna, remportée par le général de Manoumasiddhi, Khadga Tikkana (cousin du poète Tikkana), qui y trouva la mort. Cette bataille est le thème d'une balade populaire en Inde, « Katamaradjou Katha ». Manoumasiddhi mourut peu après et Nellore amorça son déclin.

### Terre d'invasion: les Kakatiyas, les Pandyas et le Royaume de Vijayanâgara
Les Kâkâtiya, vassaux des Chalukya de Kalyani, proclamèrent leur indépendance à l'initiative de leur seigneur, Prola II. Ganapati Deva, le premier grand monarque des Kâkâtiya, prit le contrôle de la plus grande partie des territoires télougou. Nellore, au XIIIe siècle, faisait partie du royaume Kâkâtiya. Elle fut longtemps disputée aux Pandyas voisins jusqu'à ce que Prataproudra II soit définitivement vainqueur de la confrontation. À la chute de l’Empire Kâkâtiya, la région passa sous le contrôle de la dynastie des Tughlûq puis des reddis du Kondavidi.
Au XIVe siècle, l'essentiel de l'actuel district fut conquis par la dynastie Sangam du Royaume de Vijayanâgara. Le reste du district, notamment Oudayagiri, fut conquis à son tour en 1512 par Krishna Deva Râya, le plus éminent monarque de la dynastie. Les ruines de la forteresse édifiée par les rois Vijayanâgar au XIVe siècle se trouvent à Oudayagiri.

### Les Nababs et la colonisation britannique
À la chute du Royaume de Vijayanâgara, le pays tomba sous la coupe des nababs avec Nadjiboullah, frère du nabab Arcot en 1753. Le district fut le théâtre de guerre entre Nadjiboullah et le nabab avec l'appui militaire des Français à Matchilipatnam, et des Britanniques à Madras. L'armée du colonel Cailluad s'empara du fort de Nellore en 1762 et en confia la garde au nabab. Lors du partage des conquêtes, le nabab Adjim Oud Douaula restitua Nellore en 1781 et abandonna le reste du district à l’East India Company en 1801. Nellore fut choisie comme centre de perception du district, et l'East India Company nomma M. Dyton premier percepteur.
Sous l’occupation britannique, le district connut la paix, le seul événement politique de quelque importance étant la confiscation en 1838 des biens du djagir d’Oudayagiri, en rétorsion de sa participation à la conspiration du nabab de Kurnool contre l'occupant. Lorsque le district fut administré par les Britanniques, la juridiction du district ne connut pas de grands changements, si ce n'est le transfert du « taluk » d'Ongole en 1904 au district de Guntur nouvellement formé.

### Depuis l'Indépendance
L'État de Nellore faisait partie du composite État de Madras jusqu'au 1er octobre 1953. Avec le redécoupage linguistique des territoires au 1er novembre 1956, le district fut intégré à l'État d’Andhra Pradesh. Nellore, du reste, avait joué un rôle considérable dans la constitution du nouvel état :Potti Sriramulu, patriote télougou originaire de Nellore, avait arraché sa création en se laissant mourir d'inanition. Son sacrifice est l'un des événements moteurs du regroupement territorial par aires linguistiques de l'Union Indienne.
Un autre héros local de l'indépendance indienne est Muttharaju Gopalarao ; d'une manière générale, les habitants du district de Nellore sont très politisés : la région a fourni à la fédération deux ministres d'état : le Dr Bezawada Gopala Reddy et Nedurumalli Janardhana Reddy. Les grands partis politiques sont le parti du Congrès et le Parti télougou. Les partis indiens d'obédience communiste y comptent plus de partisans que dans les districts voisins de Kadapa et d’Ongole. Puchalapalli Sundaraiah, fameux militant communiste et qui a consacré ses biens et sa vie au service des pauvres, y a fait campagne.
Le district bénéficie des largesses de plusieurs philanthropes : l'un des plus célèbres est Rebala Laxminarasa Reddy, qui a fait construire l'hôtel de ville, l'hôpital pédiatrique, le palace Venkata Giri Raja, et le premier lycée de Nellore.
En 1970, une partie du district de Nellore a été détachée pour donner naissance au District de Prakasam.

## Géographie

### Géographie physique

#### Relief
Le district est compris entre 13° 30’ et 15° 6’ de latitude Nord, et 70° 5’ et 80° 15’ de latitude est. Il est baigné par le Golfe du Bengale par l'est, frontalier de l'état du Tamil Nadu au sud, du district de Kadapa et de Prakasam au nord. L'est du pays est formé de plaines basses s'étendant du pied des Ghats orientaux à la mer. L'ouest du district est séparé du district de Couddapahby par les collines de Veligonda. Le district est drainé par le fleuve Pennar, dont la vallée occupe une position centrale.
Le district de Nellore recouvre 13 076 km2, soit à peu près l'équivalent de l’Île des Negros aux Philippines. L'altitude moyenne  est de 19 m.
Près de la moitié du pays est cultivée ; le reste, formé tantôt de chaos pierreux et de longues plages sableuses, tantôt en proie à la mangrove, est désertique. Les grands fleuves sont le Pennar, le Swarnamukhi et la Gundlakamma. Ils ne sont pas navigables, mais jouent un rôle vital pour l'irrigation. Deux défluents du Pennar : le Kandaleru et le Boggeru, arrosent le reste du pays.
Le sous-sol est riche de ce flint appelé quartzite, avec lequel l’homme préhistorique a fabriqué ses armes et ses premiers outils.

#### Climat
- Hiver: janvier et février
- Été: mars à mai
- Mousson dans le sud-ouest - de juin à septembre
- Mousson dans le nord est : d'octobre à décembre

La température maximum est de 36-46 °C l'été et la température minimum est de 23-25 °C l'hiver. Le volume des précipitations monte à 700–1 000 mm d'eau lors des moussons de sud-ouest et de nord-est. Certaines saisons, Nellore connaît aussi bien les sécheresses que les inondations.

#### Flore et faune
Nellore possède une flore et une faune variées : sa bande côtière luxuriante, ses Ghâts orientaux verdoyants, ses forêts tropicales et sa savane offrent aux touristes autant d'itinéraires remarquables.
La faune n'est pas en reste. Le Lac Pulicat, dans les environs de Sullurpeta, à 75–80 km de Nellore, abrite de multiples espèces d'oiseaux comme les flamants roses, les tantales, les pélicans gris, les mouettes etc. Une réserve naturelle, Nelapattu Bird Sanctuary, sur les rives du lac Pulicat, s’étend sur 486 km2. Elle sert de refuge à la grue de Sibérie et à près de 160 espèces d’oiseaux. On y organise chaque année un festival du flamant rose.
Enfin le district de Nellore est réputé pour ses lacs et ses plages : citons les plages de Kotha Koduru, à 22 km de Nellore ; de Maipadu beach, à 14 km de Nellore, avec ses dunes et son impressionnant ressac. Le parc lacustre de Nellore (Nellore cheruvu, par la route de Podalakur) propose une marina et un restaurant.

### Géographie humaine

#### Démographie
Selon le recensement de 2011, le district de Nellore compte une population de 2 966 082 habitants, soit à peu près celle de l’Arménie ou l'état américain du Mississippi, ce qui le classe au 126e rang en Inde (sur un total de 640). La densité de population du district est de 227 hab/km2. Le taux d’accroissement démographique pour la décennie 2001-2011 se monte encore à 11,15 %. Le district de Nellore présente un taux de naissances filles/garçons de 989 ‰, et un taux d'alphabétisation de 69,15 %.
La population du district est urbaine à 22,45 % (2011).
La population totale atteignait le niveau de 7 lakhs lors du recensement effectué en vue des dernières élections. Le Télougou est la langue d'une majorité de la population du district (92,5 %), mais le tamoul n'est pas rare dans le sud, particulièrement sur la côte. Certaines communautés télougoues affectent d'ailleurs une prononciation voisine du tamoul.

#### Économie
La prospérité économique du district de Nellore doit beaucoup à la proximité de la mer et à un hinterland relativement fertile (les côtes sont plutôt stériles). Le trafic maritime depuis Mipadu, Krishnapatnam et d'autres ports du district est en expansion, mais sa part rest négligeable au regard du trafic routier et ferroviaire.

##### Agriculture
Nellore est réputé pour son riz de qualité et son aquaculture : ainsi le district de Nellore est appelé la « capitale indienne de la crevette ». Environ 70 % de la population active vit de l'agriculture. Les principales ressources sont le riz (la spécialité locale est la variété Molagoloukoulou) et la canne à sucre. Les autres cultures sont celles du coton, du citron, des arachides (cacahouète) et les pépinières horticoles.
Le fleuve Pennar est régulé par un barrage à Somasila, entre les collines de Velikonda. Il y a un autre lac de barrage à Gandipalem régulant un affluent du Pennar. Ces deux barrages permettent l'irrigation de plusieurs villages.

##### Industrie
L'artisanat du textile demeure, derrière l’agriculture, le deuxième secteur d'activité économique par le nombre de travailleurs. Venkatagiri et Patur sont d’importants centres du textile, réputés pour leur production traditionnelle de saris de coton et de soie brodés de pur zari.
Les grandes compagnies industrielles présentes dans le District de Nellore sont :
- SHAR(Sri Harikota High Altitude Range) basé à Sriharikota.
- centrales thermiques de Krishnapatnam et de Kovur (fermée)
- Raffinerie de sucre de Kovur
- usine de piles électrochimiques Nippo.
- Usine sidérurgique Baladji Steel à Nellore.
- Mines de mica des tehsils de Gudur et Sydapuram.
- usine Adidas Apache à Tada.

Krishnapatnam est un port industriel doté d'une plate-forme commerciale considérable, située à 20 km. Il est prévu d'en faire un port international à grand gabarit. C'est de Krishna-Patnam que les minerai de fer et le granite sont exportés notamment vers la Chine. Il existe une liaison ferroviaire de première catégorie avec Vekatachalam. Tada, qui se développe avec l'ouverture de l'usine Adidas et des tanneries Tata, n'est qu'à 80 km de Nellore.
La construction de deux grandes centrales électriques d'une puissance installée de 4 000 MW chacune se poursuit à Krishnapatnam ; elles complèteront celles de Simhapuri Power (Madhucon Group, 900 MW), KPCL (1 000 MW), Meenakshi Power & Others (1 000 MW).
Récemment le gouvernement a autorisé l'implantation de l’usine de fertilisants IFFCO factory à Regadi Chelika, dans la banlieue de Nellore. Le gouvernement envisage aussi la construction d'un terminal méthanier à Krishnapatnam.
IFFCO développe une zone industrielle spécialisée dans l'agro-alimentaire à Nellore. Le groupe Caparo, dont le propriétaire est Lord Swaraj Paul, investit 35 000 000 000 de roupies dans le développement d'une zone industrielle vouée à l'automobile et l'aérospatiale à Nellore.
Les aciéries RKKR Steels Limited, spécialisées dans les produits plats et les laminés marchands, devrait investir 62 000 000 000 de roupies pour agrandir l'usine SBQ steel d’Ankulapatur (NH5-Chinthavaram - Port Road).
Hindusthan National Glass & Industries Ltd a décidé d'investir 10 000 000 000 de roupies pour monter une usine de verre industriel et une usine de verre flotté à Naidupet. La construction de cette dernière usine, d'une capacité attendue de 600 tonnes par jour, a commencé au début de 2012 et elle sera achevée en principe en 2014.

## Traditions
Nel, en tamoul, signifie « rizière », d'où le toponyme de Nellore.
Shiva serait apparu en ce lieu sous la forme d'un lingam dressé sous un myrobolan emblique. La légende rapporte qu'un berger du pays, Mukkanti Reddi, aurait remarqué que l'une de ses vaches perdait son lait chaque jour. Il finit par apprendre que cet animal versait son lait sur le menhir, et dans une vision il vit un dieu dans cette pierre. Il construisit un temple à l'emplacement de l'arbre et appela le lingam : Mulasantha Iswara. La ville de Nellore a grandi autour de ce temple, qui serait celui du quartier Mulapeta de Nellore.
L'essentiel de la population vit dans des villages. Si quelques hommes portent des pantalons voire des costumes, les femmes restent vêtues du sari traditionnel.

## Sports
Le cricket est de loin le sport le plus répandu et le plus populaire. Les autres activités sportives courantes sont le kabaddi, le badminton et le volleyball. Les jeux favoris sont le jeu d'échecs et carrom, surtout en ville. T. N. Parameswaran, qui remporta en 1982 et 1996 le championnat d'échecs national, et qui représentait l’Inde aux Olympiades d'échecs de 1982 et de 1996 à Lausanne et en Arménie, est d'ailleurs originaire de Nellore. Lors des fêtes dans les petits villages, il est d'usage d'organiser des combats de coqs et de taureaux.